# Индийско изкуство
Индийското изкуство още от древността е оригинално по тематика, форми и изразни средства.
Корените му трябва да се търсят в предисторията. От каменната епоха са намерени керамични изделия от печена глина, украшения и пещерни рисунки с ловни сюжети. По долината на р. Инд са открити предмети на изкуството, свидетелстващи за висока култура, датираща от около 3000 г. пр.н.е. По долината на Инд-харап (в Пенджаб) и Мохенджо-Даро са открити скулптурни произведения от разни материали, украсна керамика, ювелирни изделия и печати с релефни изображения на митологични сюжети, разработени с финес на линията и формата. Намерени са и бронзови отливки на фигурки и домашни животни. В Харп е намерен мъжки торс от червен камък с точно предадена анатомия. До нас е стигнала статуетка на жрец от бял стеатит със застинало изражение и вътрешна вглъбеност, имаща връзка с по-късните изображения на Буда.
През същата епоха съществуват 2 течения – едното с подчертан реализъм в претворяването на действителността, а другото с тенденция към условност и фантастика. Към второто течение се причисляват статуетките на разни божества, олицетворяващи природните сили.
Религията на народните маси е свързана с обожествяване на природата. Свещени животни били кравата и маймуната, които до днес се ползват с почит.

## Архитектура
В архитектурата се създава така наречената ступа – плътен масив във формата на голямо кълбо с височина 15 м, изградено от тухли и камък. Около нея има стълба, а вън от нея е оградена с 4 кули, обърнати към 4-те посоки на света. Такава е ступата в Санча от III век пр.н.е.
Историята на индийското изкуство в сравнение с другите народи от Древния Изток започва късно – при династията Маури през IV век пр.н.е.
Забележителен е храмът на Кайлас от VIII век. Архитекти и скулптори в творческо единство са покрили стените на храма с образи на митологични същества, слонове, лъвове, създават монолит на красотата, който завладява зрителя със своята монументалност.
В храма на остров Елефант е скулптиран образът на бог Шива, висок 5,44 м и с обиколка 6,94 м. Короната е със сложна орнаментална украса, изпълнена ювелирно в камъка. Притворените очи и подчертаната, дебела долна устна придават на лицето нямо величие.

## Скулптура
Любим сюжет на индийската скулптура е образът на младо момиче – „Якшин“, символ на плодородието и растителното царство. (Според древноиндийските митове, когато целомъдрено момиче се допре до дърво, то разцъфва.) В образа е отразен и идеалът на индиеца за женска карсота: едър бюст, мощни и закръглени форми на таза и бедрата – символи на плодородието. Пластичното изграждане на формите е на високо ниво и говори за владеене на техниката за обработка на камък от индийските майстори. В Дадарганджа е намерена статуетка от династията Маури изпълнена от полиран пясъчник, изобразяваща момиче в разцвета на красотата си. В дясната си ръка държи опашка от як. Лицето е озарено от вътрешна светлина. Това е по-скоро статуя на жизнерадостна млада жена, отколкото на богиня. В Патна е намерена теракотна глава на смеещо се момиче, изпълнена с непосредственото впечатление от живия модел и заразяваща със своя смях. Този реализъм е характерен за цялото изкуство вън от религиозните сюжети.
През 216 г. пр.н.е. в Индия се въвежда като държавна религия будизмът, който оказва влияние върху бита, културата и изкуството. Дава тласък в развитието на скулптурата и живописта. Създават се много статуи на Буда: в Индия – индоевропейският тип, а в Китай и Тибет – монголоидният. В образа на седящия Буда скулпторът се старае да предаде вътрешната вглъбеност на съвършения човек, прераснал в божество. Позата е фронтална и фигурата може да се включи в един равностранен триъгълник.
Една глава на Буда от Ява има високи качества в художественото майсторство и в психологизма на образа, образ на чист човек, превъзмогнал земните страсти, нещо което се появява едва в изкуството на Средновековието на Запад и във Византия. С течение на вековете образът на Буда постепенно се идеализира и стига до студения, условен тип на божество.
Религията на Брама също допринася за развитието на скулптурата в Индия. Стените на храмовете, особено скалните, се покриват с релефи от горе до долу. Изобразяват се сцени из живота на боговете, народния епос и митологията. Характерни са с грация в движенията на телата, добре пропорционирани и украсени с огърлици и гривни. Мъжките фигури са предимно голи. Типове, които не се срещат в религиите на други народи – многоглави и многоръки божества, символи на мъдрост и могъщество. Брама има четири глави, обърнати към четирите посоки на света и четири ръце. Богът Шива има също четири ръце, а богът Агни – две глави и четири ръце. Създаването на тези хибридни образи са предизвикателство пред индийските скулптори в композиционно и техническо отношение и те се справят добре.
Войските на Александър Македонски при похода към Индия (327 – 325 г. пр.н.е.) пренасят влиянието на древногръцката скулптура. Гръцкото влияние в Индия се изразява в композицията на релефа – фигурите се нареждат на ленти и разказват събитието, в което отделните моменти са разделени с рамки. Къдрите на косите, прическите и диплите на дрехите напомнят древногръцките.
Най-много паметници на будистка скулптура са намерени в областта Гандара, Северозападна Индия. Произведения на гандарийската школа се съхраняват в градовете Калкута и Мадрас, както и в Лувъра.

## Живопис
Стенописите в Аджанта дават цялостна картина на живота в Индия от онова време – пейзаж, бит, архитектура. Рисунъкът и формата са свободно, плавно и изящно изградени, без плоскостно стилизиране. Сцените се разкриват на фона на пейзаж. В сцената „Слонове в джунглите“ животните са изобразени с безупречно вярна и експресивна линия и са включени в свободна, раздвижена композиция, подсказана на художника от непосредствените му впечатления от действителността.
Богатото въображение на творците на стенописи в Аджанта, лекотата, с която са композирани многобройните сцени, събрали стотици фигури с най-разнообразни движения, колоритно богатстви и сложна композиция – всичко това прави стенописите забележителен паметник на творческия гений на индийския народ.
Подобни стенописи са запазени и в Ситанавасал (от VII век), Багх, Бадам (от VI век) и др. Тази традиция на стенописите продължава и в дървената архитектура на храмовете и дворците.